# Calcedônia (cidade)

Calcedônia, na Anatólia, durante as Guerras Médicas, sob ocupação persa

Calcedônia (português brasileiro) ou Calcedónia (português europeu) (em latim: Chalcedonia; em grego: Χαλκηδών; romaniz.: Chalkedon) foi uma antiga cidade portuária da Bitínia, na Anatólia (Ásia Menor), situada do lado oposto a Bizâncio, no que é atualmente o distrito de Kadıköy, em Istambul, Turquia.

## Mitologia
Segundo Eusébio de Cesareia, Calcedônia foi fundada 17 anos antes da fundação de Bizâncio por Bizas em 638 a.C., sendo ambas colônias de Mégara, localizadas nos lados opostos do Bósforo.
Os calcedônios foram chamados de "cegos", por terem fundado a sua cidade num local bem inferior ao localizado no outro lado do estreito.[carece de fontes?] Segundo Tácito, quem os chamou de cegos foi o oráculo de Apolo na Pítia, que havia dito a colonos de Mégara para "buscar um lar oposto ao país dos cegos". O enigma levou-os à Calcedônia e, tendo pesquisado os dois lados de um estreito, escolheram o pior, pois o local de Bizâncio tinha a terra mais fértil e melhores oportunidades de pesca. Segundo Heródoto, quem chamou os calcedônios de cegos foi Megabazo, pois eles tinham fundado a sua cidade 17 anos antes de Bizâncio, que era um local muito melhor para uma cidade.

## Histórico
Em sua primitiva história compartilhava o destino de Bizâncio, foi conquistada pelo sátrapa Otanes, e foi finalmente cedida à República Romana por Átalo III, de Pérgamo (atual Bergama) em 133 a.C..
Foi parcialmente destruída por Mitrídates VI do Ponto, mas recuperou durante o Império e, em 451, foi aí que se realizou o Concílio de Calcedónia.
Caiu enfim, sob os repetidos ataques das hordas bárbaras, que atravessaram o estreito depois do saque a Bizâncio. Foi acampamento dos persas sob Cosroes II, cerca de 616–626. Os otomanos usaram-na como pedreira para a reconstrução de Istambul.
Ao sul estão as ruínas de Pantíquio (atual Pendik), onde se diz que Belisário teria vivido seus últimos dias, na velhice.
O nome do mineral calcedônia é derivado desta cidade.